# El Chepinque, Guanajuato
El Chepinque är en ort i Mexiko.   Den ligger i kommunen León och delstaten Guanajuato, i den centrala delen av landet, 300 km nordväst om huvudstaden Mexico City. El Chepinque ligger 1 957 meter över havet och antalet invånare är 113.
Terrängen runt El Chepinque är huvudsakligen kuperad, men söderut är den platt. Runt El Chepinque är det mycket tätbefolkat, med 1 313 invånare per kvadratkilometer. Närmaste större samhälle är León de los Aldama, 7,6 km söder om El Chepinque. Runt El Chepinque är det i huvudsak tätbebyggt.